# Sportvereinigung Ried von 1912 2015-2016
Questa voce raccoglie le informazioni riguardanti il Sportvereinigung Ried von 1912 nelle competizioni ufficiali della stagione 2015-2016.

## Rosa
| N. |                          | Ruolo | Calciatore         |
| -- | ------------------------ | ----- | ------------------ |
| 1  | Germania (bandiera)      | P     | Thomas Gebauer     |
| 3  | Austria (bandiera)       | D     | Nico Antonitsch    |
| 4  | Austria (bandiera)       | C     | Marcel Ziegl       |
| 5  | Austria (bandiera)       | D     | Bernhard Janeczek  |
| 6  | Germania (bandiera)      | C     | Denis Streker      |
| 7  | Spagna (bandiera)        | A     | Manuel Gavilán     |
| 8  | Austria (bandiera)       | C     | Gernot Trauner     |
| 9  | Austria (bandiera)       | A     | Daniel Sikorski    |
| 10 | Austria (bandiera)       | C     | Thomas Murg        |
| 14 | Austria (bandiera)       | D     | Thomas Bergmann    |
| 15 | Austria (bandiera)       | D     | Julian Baumgartner |
| 16 | Liechtenstein (bandiera) | C     | Michele Polverino  |
| 17 | Croazia (bandiera)       | C     | Petar Filipović    |

| N. |                    | Ruolo | Calciatore            |
| -- | ------------------ | ----- | --------------------- |
| 18 | Austria (bandiera) | C     | Albin Ramadani        |
| 19 | Austria (bandiera) | C     | Sebastian Dirnberger  |
| 20 | Austria (bandiera) | C     | Dieter Elsneg         |
| 21 | Austria (bandiera) | P     | Markus Schöller       |
| 22 | Austria (bandiera) | A     | Fabian Schubert       |
| 23 | Austria (bandiera) | D     | Niklas Kölbl          |
| 24 | Spagna (bandiera)  | D     | Alberto Prada         |
| 25 | Austria (bandiera) | C     | Patrick Möschl        |
| 26 | Austria (bandiera) | A     | Luca Mayr-Fälten      |
| 28 | Austria (bandiera) | D     | Thomas Reifeltshammer |
| 29 | Austria (bandiera) | A     | Jakob Kreuzer         |
| 33 | Austria (bandiera) | C     | Clemens Walch         |
| 34 | Austria (bandiera) | P     | Reuf Durakovic        |